# Nachts sind alle Katzen grau
Nachts sind alle Katzen grau, auch Bei Nacht sind alle Katzen grau, ist ein Sprichwort, das als adaptiertes Zitat aus Don Quijote von Miguel de Cervantes (1547–1616) gilt. Außer im Spanischen findet das Sprichwort auch auf Deutsch, Englisch und Französisch Verwendung.
Wörtlich bedeutet es, dass das Tagsehen von Menschen, also das Sehvermögen bei ausreichender Helligkeit,  differenziert ist, während die Dämmerung zum Verblassen sämtlicher Farben führt. Ohne Tageslicht erscheinen dem menschlichen Auge daher alle Farben ähnlich. Sprichwörtlich bedeutet es, dass die Unterschiede zwischen Menschen, Status und Ideen (negativ oder positiv) unter bestimmten Umständen schlechter erkennbar und damit nicht von Bedeutung sind.